# One Vision
One Vision – utwór zespołu Queen wydany w 1985 roku na singlu, który promował album A Kind of Magic (1986). Członkowie zespołu Queen, zainspirowani koncertami Live Aid, napisali wspólnie utwór. Był stałym elementem koncertów grupy podczas trasy Magic Tour (1986), którym otwierali każdy koncert tamtego tournée.
„One Vision” został wykorzystany w ścieżce dźwiękowej amerykańsko-kanadyjskiego filmu Żelazny Orzeł (1986) oraz gry Grand Theft Auto IV (2008).
Rozszerzona i zremiksowana wersja zatytułowana „Blurred Vision” została umieszczona na stronie B singla.

## Teledysk
Wideoklip do utworu, podobnie jak później, zrealizowany został przez duet DoRo (Rudi Dolezal i Hannes Rossacher). Na początku klipu ukazano ujęcie twarzy muzyków, pochodzące z teledysku „Bohemian Rhapsody”, które płynnie przechodzi w podobny kadr sfilmowany już w 1985 roku. W dalszej części materiału promocyjnego przedstawiono członków zespołu, którzy się relaksują, a później realizują nagrania w studiu Musicland w Monachium.

## Twórcy
- Freddie Mercury - wokal główny, fortepian
- Brian May - gitara elektryczna, chórki, syntezator
- John Deacon - bas, chórki
- Roger Taylor - perkusja akustyczna i elektroniczna, chórki

## Listy przebojów
| Kraj   | Lista                          | Pozycja | Źr.    |
| ------ | ------------------------------ | ------- | ------ |
| AU     | Top 100 Singles                | 35      | [ 2 ]  |
| BE-VLG | Ultratop 50 Singles (Flandria) | 28      | [ 3 ]  |
| NL     | Single Top 100                 | 21      | [ 4 ]  |
| ES     | Los 40 Principales             | 24      | [ 5 ]  |
| IE     | Top 100 Singles                | 5       | [ 6 ]  |
| CA     | „RPM” Top Singles              | 76      | [ 7 ]  |
| DE     | Single Top 100                 | 26      | [ 8 ]  |
| PL     | LP3                            | 33      | [ 9 ]  |
| CH     | Singles Top 100                | 24      | [ 10 ] |
| GB     | UK Singles Chart               | 7       | [ 11 ] |
| US     | Hot 100                        | 61      | [ 12 ] |
| US     | Mainstream Rock Songs          | 19      | [ 13 ] |

| Kraj | Lista                | Pozycja | Źr.    |
| ---- | -------------------- | ------- | ------ |
| FR   | Top Singles & Titres | 76      | [ 14 ] |